# Іпель
Іпель (словац. Ipeľ, угор. Ipoly, нім. Eipel) — одна із найбільших річок Словаччини і Угорщини, ліва притока Дунаю. Басейн річки розташований в південній частині Словаччини (~70 % площі) і в північній Угорщині (~30 %).

## Географія

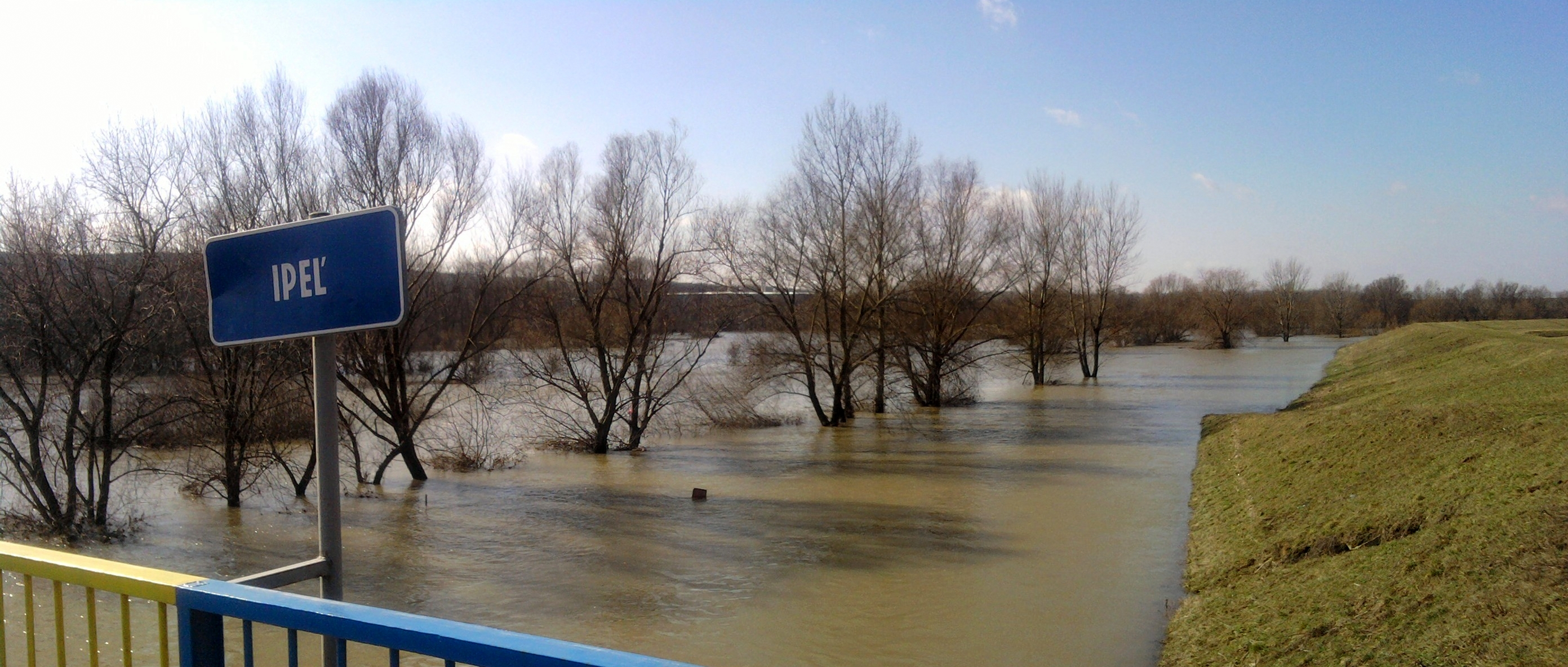
Паводок на річці Іпель
поблизу міста Шаги

Починається із джерела поблизу села Лом над Рімавіцоу (округ Брезно) в Вепорських горах на висоті близько 1 000 м над рівнем моря. Тече, спершу, в південно-західному, потім — в південно-східному і південному напрямках, по території округів Брезно, Полтар, Лученец до границі із Угорщиною, далі по угорсько-словацькій границі до угорського міста Соб, на західній околиці якого впадає у річку Дунай.
Загальна довжина річки — 232,5 км, з яких 140 км пролягає угорсько-словацьким кордоном. Загальне падіння — 596 м. Витрата води коливається від 3 м³/с, в посушливий період, до 70 м³/с, в період паводків і сильних дощів. Середній стік в гирлі становить 21 м³/с. Площа водозбору 5 151 км². Збудовано водосховище Малінец.

## Населені пункти
На річці розташовані населені пункти: Малінец, Полтар, Каліново, Балашшадьярмат, Балог-над-Іплом, Шаги, Соб.

## Притоки
Найбільші притоки:
- ліві: Суха
- праві: Тисовник, Кртіш, Крупиниця, Штявниця.

## Галерея

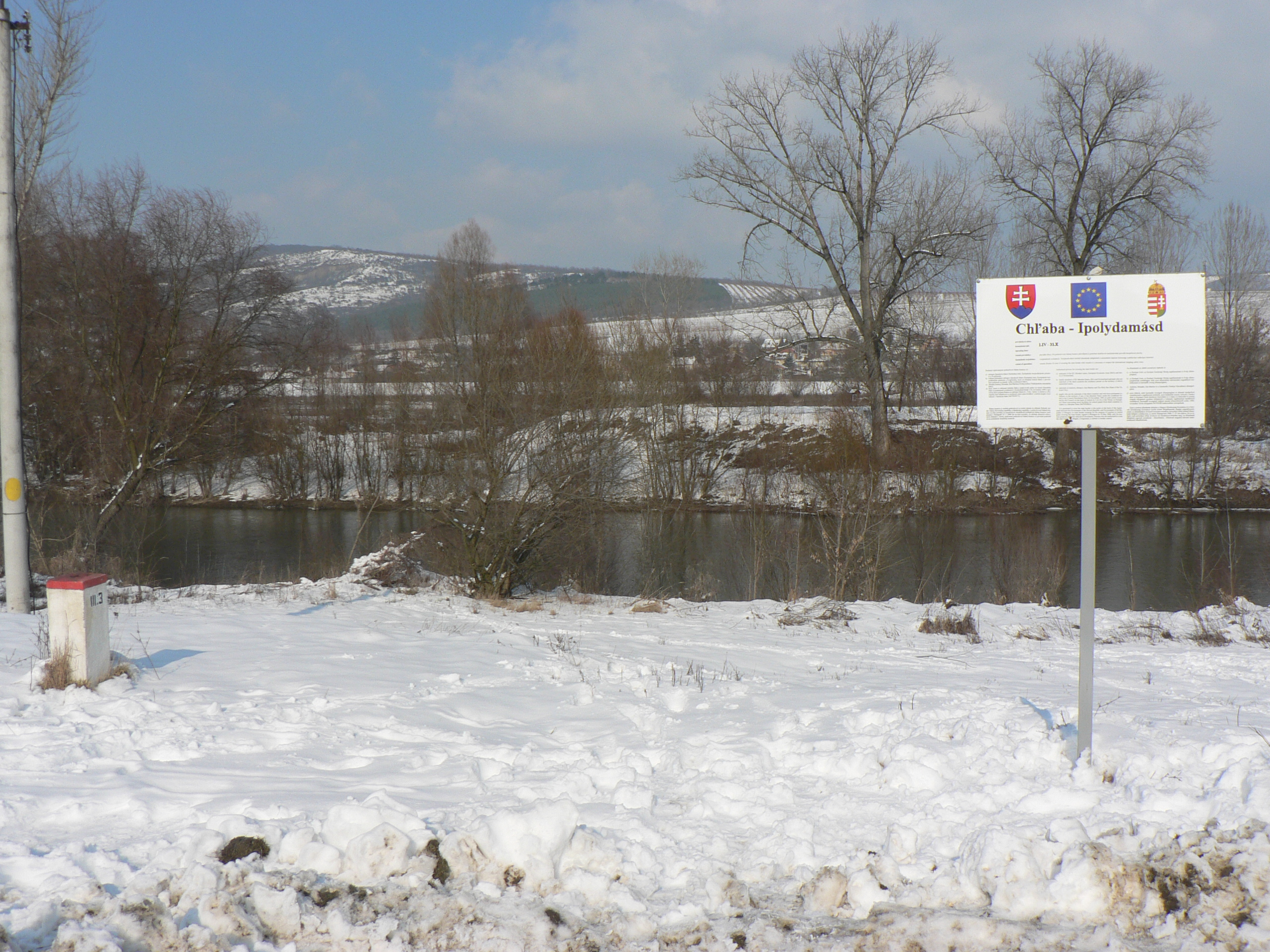
Річка Іпель зимою. (Село Хляба, округ Нове Замки)
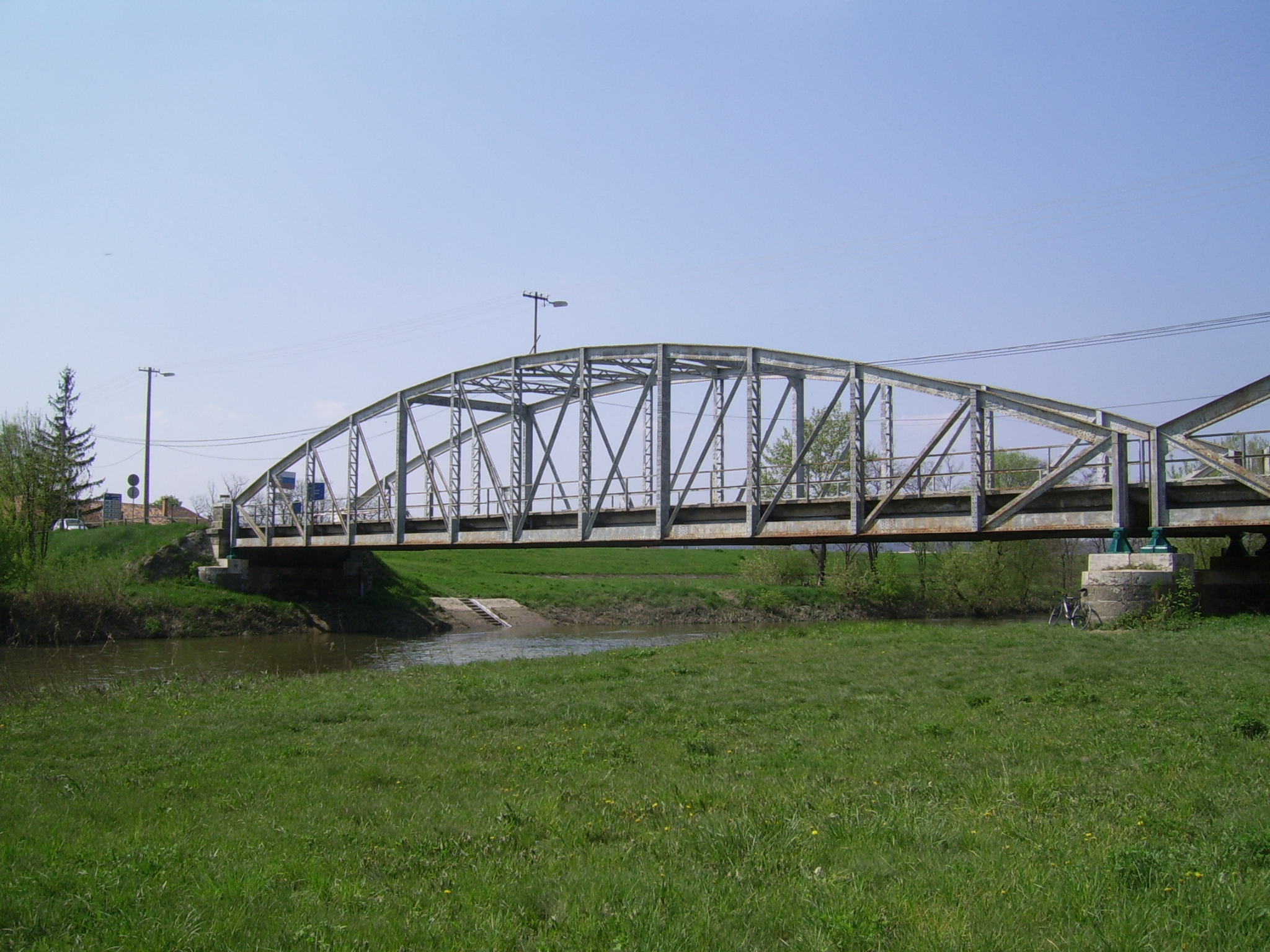
Міст через Іпель між селами Леткеш і Салка